# Plano temporal de narración (sonido)
Plano temporal de narración es un plano sonoro que permite contextualizar una determinada acción. Un sonido o combinación de varios pueden situar al espectador en el tiempo: (pasado, presente, futuro). Incluso, intemporalidad (tiempo no definido) y atemporalidad (fuera del tiempo).
Por ejemplo:
- En las ambientaciones futuristas casi siempre se recurre a músicas y efectos sonoros electrónicos.
- En una dramatización, mientras dos actores conversan, de fondo se oye un comunicado radiofónico: "Españoles, Franco ha muerto". Aunque los actores no hagan referencia alguna al comunicado y sigan hablando, ¿a alguien le cabe la duda de qué día, mes, año y - casi casi, hora- es?.

- Datos: Q6077726